# The Invasion
The Invasion (conocida como Invasores en Hispanoamérica, Invasión en España) es una película de 2007 dirigida por Oliver Hirschbiegel, protagonizada por Nicole Kidman y Daniel Craig. Está basada en la novela de Jack Finney The Body Snatchers. Inicialmente dirigida por Hirschbiegel, Warner Bros Pictures contrató a James McTeigue más tarde para rodar escenas reescritas por las hermanas Wachowski.

## Argumento
La explosión de un transbordador espacial de la NASA trae como consecuencia el esparcimiento de un agente infeccioso alienígena, de aspecto similar a un hongo. La explosión puede ser vista desde Dallas (Texas), hasta Washington D. C. Los habitantes locales, curiosos por los restos del transbordador, los tocan y examinan, e incluso venden en eBay las piezas de la nave, de manera similar a lo que sucedió con el accidente del transbordador Columbia. Esto, a su vez, infecta a muchas personas, afectando su comportamiento cuando se duermen.
Una de las primeras personas infectadas es Tucker (Jeremy Northam), un director de los CDC (Centros para el Control y Prevención de Enfermedades) que investigaba el accidente. Una vez que es vencido por el germen alienígena, Tucker utiliza a los CDC para agrandar la propagación de la enfermedad. Como los síntomas del germen se parecen a los de la gripe común nadie se da cuenta de los verdaderos efectos del impredecible germen.
Mientras tanto, la exesposa de Tucker, la psiquiatra Carol Bennell (Nicole Kidman), sabe que algo no anda bien después de localizar varios pacientes que dicen que sus seres queridos son "impostores", incluyendo a Wendy Lenk, una paciente suya que afirma que su esposo no es su esposo.
Con la ayuda del amigo de Driscoll, Stephen Galeano (Jeffrey Wright), un biólogo, intenta conseguir información acerca del virus y descubre que modifica el cerebro mientras que la víctima duerme. También se entera de que las personas que han sufrido enfermedades que afectan a la composición del cerebro, como la sífilis o encefalitis, son inmunes al germen, debido a que la encefalitis previene la enfermedad. Oliver (Jackson Bond), el hijo de Carol, es inmune a las esporas a causa de la encefalitis que contrajo cuando era un niño pequeño. También Wendy Lenk, la paciente de Carol que escapó a la casa de su hermana. 
De camino a su oficina, Carol ve a varias personas llorando y angustiadas. Cuando llega a su oficina encuentra al esposo de Wendy. Carol recuerda lo que dijo acerca de que su esposo no es su esposo y busca en Internet palabras similares como «mi hijo no es mi hijo» y encuentra que hay millones de casos similares. De repente, su secretaria (infectada) le lleva un té e insiste en que lo beba. Carol estaba a punto de beberlo, pero recibe una llamada de Ben y se dirige al laboratorio.
Carol se reúne con Ben y unos colegas suyos visitan a Jill Yorish. Allí Carol es testigo de la transformación de uno de los infectados que muere, no sin antes atacarla, porque Carol le despierta con el flash de la cámara al fotografiarle. 
Carol entonces intenta recoger a su hijo de la casa de Tucker. Cuando llega a su casa, él y varios colegas intentan apoderarse de ella, quienes tratan de infectarla escupiéndole en la cara. Se escapa y vuelve a la casa de Nem Ludi. Se van cuando Henryk retorna, infectado por algunas otras personas. Stephan y Jill llegan a una base fuera de Baltimore en la que varios ganadores del Premio Nobel intentan hacer una cura para el germen. Carol y Ben se separan para encontrar a Oliver, que le dice a Carol su ubicación por un mensaje de texto. Es perseguida por varios infectados y, finalmente, finge ser una infectada reprimiendo sus emociones y sube a un tren, cuando Tucker y sus colegas la encuentran. Carol finge ser uno de ellos, y le dice a Ben en secreto su ubicación. Encuentra a Oliver pero son descubiertos y huyen de ahí.
Después de evadir a los infectados y ocultar sus emociones, Carol logra poner a Oliver en un sitio seguro lejos de los infectados. Ve a varias personas normales que tratan de hacerse pasar como infectados, entre ellos una mujer que se arrastra fuera de su automóvil, otro que es perseguido por dos policías infectados pero es dominado, y otro haciéndose pasar por un policía. Para evitar que se convierta en una infectada, se dirige a la farmacia con Oliver, y usa los medicamentos del lugar para mantenerse despierta. La encuentra Ben, que la viene a buscar, pero descubre que está infectado. Dispara un arma de fuego contra Ben y varias personas infectadas. Mata a todos excepto a Ben, a quien le dispara en la pierna. Poco después de una breve lucha por huir de los infectados, los colegas de Driscoll los ayudan a escapar en un helicóptero a través de la azotea de un edificio hacia una base no infectada. Allí, los científicos usan la sangre de Oliver para crear una vacuna que es esparcida por el aire. 
Debido a que el germen afectó el cerebro mientras las víctimas dormían, nadie recuerda nada pero están curados, sintiendo como si hubieran despertado de una larga siesta.
Ben y Carol leen el periódico y ven, "como de costumbre", otras tragedias: la guerra, la violencia de noticias, etc.

## Producción
El guionista Dave Kajganich fue contratado para escribir un guion que sería un remake de la película de 1956 de ciencia ficción. En julio de 2005, el director Oliver Hirschbiegel se adjunta a la cabeza del proyecto, con la producción que comenzó en octubre en Baltimore y Washington D. C., a fin de reflejar el tema. La película, cuyo título original era Invasión de los roba cuerpos, se acortó a The Invasion.

## Comentarios
- Basado en la novela de Jack Finney. Es un remake del clásico del cine de ciencia ficción Invasion of the Body Snatchers (1956), que ya había sido versionada en 1978 por Philip Kaufman.
- Las noticias transmitidas en el desarrollo de la película, narran hechos contrarios a la actual realidad, tales como desarme nuclear por parte de Corea del Norte, abandono de Estados Unidos de Irak, por la supuesta contaminación de los líderes mundiales por el virus alienígena. Entre las noticias, señalan un acuerdo político entre Estados Unidos y Venezuela, apareciendo George Bush y Hugo Chávez felicitándose por el fin de las divergencias entre ambos países.